# Lac des Polonais
Lac des Polonais – jezioro w kanadyjskiej prowincji Quebec, na północy regionu administracyjnego Laurentides, w Górach Laurentyńskich. Jest jeziorem przepływowym, przepływa przez nie rzeka Rivière d'Argent. Jej krótkie odcinki łączą Lac des Polonais z jeziorami Chopin od wschodu i Foster od zachodu. Kilka kilometrów na południe od wybrzeży tego jeziora znajduje się miejscowość Sainte-Anne-du-Lac, natomiast najbliższym ośrodkiem miejskim jest oddalone o ok. 50 km Mont-Laurier. 18 lutego 1944 Commission de géographie (poprzedniczka dzisiejszej Commission de toponymie) zmieniła dawną nazwę jeziora (Lac d'Argent, fr. Jezioro Srebrne) na Lac des Polonais (fr. Jezioro Polaków), aby podkreślić solidarność Quebecu z będącą wówczas pod okupacją Polską. W tym samym celu kilka pobliskich jezior otrzymało nowe nazwy takie jak Sienkiewicz, Dombrowski, Moniuszko, natomiast jedną rzekę nazwano Mickiewicz.